# Peline Story/Ciao Lassie
Peline Story/Ciao Lassie è un singolo di Georgia Lepore, pubblicato nel 1980.

## Lato A
Peline Story è un brano musicale inciso da Georgia Lepore nel 1980. Il brano è stato scritto da Paolo Amerigo Cassella su musica e arrangiamenti di Vito Tommaso. 
Una prima versione della sigla era stata realizzata con il titolo Valentina e pubblicata sul singolo Ciao Lassie/Valentina, ma non venne mai trasmessa in tv in quanto la serie cambiò il titolo in Peline Story; pertanto venne reincisa l'anno successivo sulla stessa base ma con testo diverso Valentina - Georgia Lepore.

## Lato B
Ciao Lassie è un brano musicale inciso da Georgia Lepore come sigla della serie televisiva Lassie. Il brano è stato scritto da Paolo Amerigo Cassella su musica e arrangiamenti di Gianni Wright.